# Europsko prvenstvo u vaterpolu za žene – Malaga 2008.
Europsko vaterpolsko prvenstvo za žene 2008. održano je u Malagi u Španjolskoj, od 5. do 12. srpnja 2008.

## Skupine
| SKUPINA A - Nizozemska - Španjolska - Rusija - Njemačka | SKUPINA B - Italija - Grčka - Francuska - Mađarska |

## Glavni turnir

#### Skupina A
|    | Reprezentacija | Bod. | Ut. | Pob. | N. | Por. | Pos. | Pri. | RP  |
| -- | -------------- | ---- | --- | ---- | -- | ---- | ---- | ---- | --- |
| 1. | Španjolska     | 7    | 3   | 2    | 1  | 0    | 33   | 26   | +7  |
| 2. | Rusija         | 6    | 3   | 2    | 0  | 1    | 33   | 26   | +7  |
| 3. | Nizozemska     | 4    | 3   | 1    | 1  | 1    | 26   | 24   | +2  |
| 4. | Njemačka       | 0    | 3   | 0    | 0  | 3    | 22   | 38   | -16 |

5. srpnja, 2008.
| 13:30 | Španjolska | 10 – 9 | Rusija   | (2-3, 4-1, 1-3, 3-2) |
| 15:00 | Nizozemska | 9 – 6  | Njemačka | (3-0, 2-3, 2-2, 2-1) |

6. srpnja, 2008.
| 13:30 | Nizozemska | 10 – 10 | Španjolska | (5-3, 1-3, 2-3, 2-1) |
| 15:00 | Njemačka   | 9 – 16  | Rusija     | (0-3, 4-6, 4-2, 1-5) |

7. srpnja, 2008.
| 12:00 | Nizozemska | 7 – 8  | Rusija   | (2-3, 2-1, 2-2, 1-2) |
| 13:30 | Španjolska | 13 – 7 | Njemačka | (2-4, 4-1, 3-0, 4-2) |

#### Skupina B
|    | Reprezentacija | Bod. | Ut. | Pob. | N. | Por. | Pos. | Pri. | RP  |
| -- | -------------- | ---- | --- | ---- | -- | ---- | ---- | ---- | --- |
| 1. | Italija        | 7    | 3   | 2    | 1  | 0    | 32   | 16   | +16 |
| 2. | Mađarska       | 5    | 3   | 1    | 2  | 0    | 21   | 16   | +5  |
| 3. | Grčka          | 4    | 3   | 1    | 1  | 1    | 31   | 19   | +12 |
| 4. | Francuska      | 0    | 3   | 0    | 0  | 3    | 10   | 43   | -33 |

5. srpnja, 2008.
| 12:00 | Italija | 4 – 4  | Mađarska  | (0-2, 1-1, 1-1, 2-0) |
| 16:30 | Grčka   | 15 – 2 | Francuska | (2-0, 5-0, 3-1, 5-1) |

6. srpnja, 2008.
| 12:00 | Italija  | 10 – 9 | Grčka     | (3-4, 1-1, 4-1, 2-3) |
| 16:30 | Mađarska | 10 – 5 | Francuska | (3-1, 3-1, 2-3, 2-0) |

7. srpnja, 2008.
| 15:00 | Francuska | 3 – 18 | Italija  | (0-6, 0-6, 2-4, 1-2) |
| 16:30 | Grčka     | 7 – 7  | Mađarska | (2-0, 1-1, 3-4, 1-2) |

#### Četvrtzavršnica
8. srpnja, 2008.
| 13:30 | Rusija     | 9 – 7 | Grčka    | (2-1, 1-2, 3-1, 3-3) |
| 15:00 | Nizozemska | 7 – 9 | Mađarska | (1-1, 2-4, 2-3, 2-1) |

#### Poluzavršnica
10. srpnja, 2008.
| 19:30 | Mađarska | 7 – 8 | Španjolska | (2-0, 2-2, 2-2, 1-4) |
| 21:00 | Rusija   | 8 – 5 | Italija    | (2-0, 0-0, 4-3, 2-2) |

### Završnica

#### Mjesta 7./8.
8. srpnja, 2008.
| 12:00 | Njemačka | 8 – 6 | Francuska | (2-2, 5-0, 1-3, 0-1) |

#### Mjesta 5./6.
10. srpnja, 2008.
| 18:00 | Njemačka | 10 – 11 | Nizozemska | (3-3, 4-2, 1-3, 2-3) |

#### Za brončanu medalju
12. srpnja, 2008.
| 19:30 | Mađarska | 9 – 6 | Italija | (1-2, 2-2, 2-1, 4-1) |

#### Za zlatnu medalju
12. srpnja, 2008.
| 21:00 | Španjolska | 8 – 9 | Rusija | (2-3, 1-3, 3-2, 2-1) |

## Statistika

#### Konačni poredak
| Mj. | Država     |
| --- | ---------- |
| 1.  | Rusija     |
| 2.  | Španjolska |
| 3.  | Mađarska   |
| 4.  | Italija    |
| 5.  | Nizozemska |
| 6.  | Grčka      |
| 7.  | Njemačka   |
| 8.  | Francuska  |

#### Pojedinačna priznanja
- Najbolja igračica: Blanca Gil

- Najbolji strijelac:  Ekaterina Pantyulina (16 pogodaka)

## Vanjske poveznice
- Službena stranica  Arhivirana inačica izvorne stranice od 11. kolovoza 2008. (Wayback Machine)
- LEN-ova stranica  Arhivirana inačica izvorne stranice od 6. srpnja 2008. (Wayback Machine)